# Elephantomyia (Elephantomyia) tetracantha
Elephantomyia (Elephantomyia) tetracantha is een tweevleugelige uit de familie steltmuggen (Limoniidae). De soort komt voor in het Palearctisch gebied.